# Bulbophyllum xanthomelanon
Bulbophyllum xanthomelanon är en orkidéart som beskrevs av Jaap J. Vermeulen och P.O'byrne. Bulbophyllum xanthomelanon ingår i släktet Bulbophyllum och familjen orkidéer.
Artens utbredningsområde är Sulawesi. Inga underarter finns listade i Catalogue of Life.